# سامیت‌ویل (نیویورک)
سامیت‌ویل (به انگلیسی: Summitville) یک منطقهٔ مسکونی در ایالات متحده آمریکا است که در شهرستان سولیوان، نیویورک واقع شده‌است.